# Televisão na Finlândia
A televisão na Finlândia foi introduzida em 1955. A televisão a cores começou em 1969. Antes de 1986, Yle monopolizou a televisão finlandesa. Todas as estações analógicas terrestres pararam de transmitir a 1º de setembro de 2007, após a introdução da televisão digital. Os provedores de TV a cabo foram autorizados a continuar a transmissão analógica em suas redes até 1º de março de 2008.
Normalmente, o conteúdo em idioma estrangeiro é legendado, mantendo a trilha sonora do idioma original. Isso inclui respostas a entrevistas em programas de notícias ou revistas não fornecidos na língua principal desse programa. A programação estrangeira destinada a crianças é, no entanto, normalmente dublada de uma das línguas nacionais. Independentemente do público-alvo ou do idioma original, muitos programas recebem um título finlandês e / ou sueco que é usado nos cronogramas do programa.

## Digital Terrestre
A televisão digital terrestre foi lançada em 21 de agosto de 2001. As redes analógicas continuaram suas transmissões ao lado das digitais até 1 de setembro de 2007, quando foram encerradas em todo o país.
Antes do desligamento analógico, a rede terrestre possuía três multiplexes: MUX A, MUX B e MUX C. O MUX A continha os canais da emissora pública Yleisradio e a MUX B era compartilhada entre as duas emissoras comerciais: MTV3 e Nelonen. O MUX C continha canais de várias outras emissoras. Após o fechamento analógico, um quarto multiplex chamado MUX E foi lançado.
Além das transmissões ao ar livre, duas empresas estão fornecendo cartões de criptografia para televisão paga: Canal Digital e PlusTV. O Canal Digital foi o primeiro a lançar, originalmente oferecendo apenas quatro canais Canal + (o Disney Channel foi adicionado mais tarde). A PlusTV foi lançada em novembro de 2006, originalmente transmitindo apenas MTV3 Max e Subtv Juniori (mais tarde adicionando Subtv Leffa e Urheilu + kanava). Ambos os pacotes receberam mais canais com o lançamento do MUX E em setembro de 2007: SVT Europa e MTV3 Fakta foram adicionados ao PlusTV e KinoTV foi adicionado ao Canal Digital, enquanto Discovery Channel, Eurosport, MTV Finlândia e Nickelodeon foram adicionados aos dois pacotes.
Setembro de 2007 também viu o lançamento do pacote SveaTV na Ostrobótnia, que transmite canais da Suécia.
O canal digital YLE Extra foi fechado em 31 de dezembro de 2007 e foi substituído por YLE TV1 +, um simulcast de TV1 com legendas incluídas no fluxo de vídeo. A TV1 + foi fechada em 4 de agosto de 2008 devido a sua baixa audiência.
A Finlândia iniciou a transição para DVB-T2, que será concluída em 31 de março de 2020.

## TV a cabo
A televisão a cabo analógica foi desligada na Finlândia em 1º de março de 2008, mas a televisão a cabo digital é difundida em todo o país e sua infraestrutura é usada para serviços de internet a cabo.
Os principais operadores de cabo são a DNA, o Welho e a TTV, que operam nas áreas de Turku, Helsínquia e Tampere. Todas as televisões pagas usam transmissões digitais, os decodificadores DVB-C estão disponíveis desde 2001.

## Satélite
A televisão digital por satélite começou nos países nórdicos, e também na Finlândia, pela plataforma de TV paga Multichoice Nordic em 1996. Os primeiros decodificadores disponíveis foram fabricados pela Nokia e pela Pace. Depois disso, o serviço fundiu-se com o Canal Digital no final de 1997. Concorrência da televisão paga Viasat e do canal de TV Yle, a Finlândia começou a transmitir em 1999.
O Canal Digital lançou alguns canais de HDTV, como o Discovery HD, no seu pacote de paytv digital durante o ano de 2006. O canal HDTV pan-europeu Euro1080 HD1 também está disponível na Finlândia.

## Lista de canais
Todos os canais da Yle são transmitidos em sinal aberto, assim como alguns comerciais, incluindo MTV3, Nelonen, Sub, Jim, TV5, FOX e Kutonen. Yle canais são estatais e são financiados por um anel cercado chamado "imposto Yle".
A maioria dos canais é a mesma em toda a Finlândia continental. Na Ostrobótnia e Ilhas Åland há um multiplex extra disponível que fornece canais criptografados da Suécia, juntamente com as respectivas estações locais, e, claro, devido à sobreposição de sinais, estações russas, suecas, norueguesas e estonianas podem ser vistas perto áreas fronteiriças e vice-versa.

### Canais DVB-T
| No. | Nome do canal       | Sinal aberto |
| --- | ------------------- | ------------ |
| 1.  | Yle TV1             | Sim          |
| 2.  | Yle TV2             | Sim          |
| 3.  | MTV3                | Sim          |
| 4.  | Nelonen             | Sim          |
| 5.  | Yle Teema & Fem     | Sim          |
| 6.  | Sub                 | Sim          |
| 7.  | TV5                 | Sim          |
| 8.  | Liv                 | Sim          |
| 9.  | Jim                 | Sim          |
| 10. | Kutonen             | Sim          |
| 11. | TLC                 | Sim          |
| 12. | FOX                 | Sim          |
| 13. | AVA                 | Sim          |
| 14. | Hero                | Sim          |
| 15. | AlfaTV              | Sim          |
| 16. | Frii                | Sim          |
| 17. | Harju & Pöntinen    | Sim          |
| 18. | 0700 11111 deitti   | Sim          |
| 20. | National Geographic | Sim          |
| 28. | Estradi             | Sim          |